# Stjepan IX.
Stjepan IX., rođen kao Friedrich von Lothringen, papa od 2. kolovoza 1057. do 29. ožujka 1058. godine.